# 1814
1814 (MDCCCXIV) je bilo navadno leto, ki se je po gregorijanskem koledarju začelo na soboto, po 12 dni počasnejšem julijanskem koledarju pa na četrtek.

## Dogodki
- 14. januar - sklenjen je Kielski sporazum, ki prekine napetosti med udeleženkami napoleonskih vojn
- 30. maj - sklenjen je Pariški mirovni sporazum, ki konča vojno med Francijo in šesto koalicijo
- 14. avgust - sklenjena je bila Mosska konvencija, ki konča švedsko-norveško vojno
- 1. november - začetek Dunajskega kongresa

## Rojstva
- 30. maj - Eugène Charles Catalan, belgijski matematik († 1894)
- 30. maj - Mihail Aleksandrovič Bakunin, ruski anarhist (po j. k. rojen 18. maja) († 1876)
- 10. september - Matej Tomc, slovenski podobar in rezbar († 1885)
- 6. november - Adolphe Sax, belgijski izumitelj glasbil († 1894)
- 13. avgust - Anders Jonas Ångström, švedski astronom, fizik († 1847)
- 3. september - James Joseph Sylvester, angleški matematik († 1897)
- 3. oktober - Hervé-Auguste-Etienne-Albans Faye, francoski astronom († 1902)
- 25. november - Julius Robert von Mayer, nemški zdravnik, fizik († 1878)

## Smrti
- 27. januar - Johann Gottlieb Fichte, nemški filozof (* 1762)
- 2. december - markiz de Sade, francoski pisatelj (* 1740)